# Cap Kendricks
Cap Kendricks (* 27. Juli 1989 in München; bürgerlich Julian Weiß-Vogtmann) ist ein deutscher Musikproduzent.

## Biografie
Cap Kendricks begann seine musikalische Laufbahn Anfang der 2010er Jahre. Nach seinen ersten Musikproduktionen für den Münchner Rapper LUX veröffentlichte er im Juli 2012 zusammen mit Edgar Wasser das Projekt Wir korrigieren 4 Tonnen Stahl mit einer Hand.
In den darauffolgenden Jahren setzte sich die Zusammenarbeit mit Edgar Wasser fort. So trug Cap Kendricks musikalisch zum Kollaborationsalbum Nocebo bei, das Edgar Wasser zusammen mit Fatoni veröffentlichte. Auch auf Edgar Wassers Tourette-Syndrom EP, die Platz 45 der deutschen Album-Charts erreichte, war Kendricks beteiligt.
Sein erstes Solo-Instrumentalalbum KEATS 04: Blended erschien 2015 über das Berliner Label KEATS/HHV, als Teil einer limitierten Vinyl Reihe. Dieses Album markiert seinen Start als eigenständiger Solokünstler.
Nach seiner EP Don't Grow Up folgte 2018 das Album Keepsakes, das sich wie das JUICE Magazin schrieb, vom klassischen Boom Bap emanzipierte hin zu einer "Zwischenwelt aus digitalem und analogem Kompositionsterrain", von dem "das lupenreine Boombap-Etikett leicht abblättert". Veröffentlicht wurde das Album über das Kölner Label Melting Pot Music.
In den folgenden Jahren erschien seine Musik auf verschiedenen Labels, darunter Chillhop Music, HipDozer, PLYGRND und Majestic Casual. Seit 2020 veröffentlicht er verstärkt Musik auf seinem eigenen Label ALL CAPS.
Cap Kendricks hat mit Musikproduzenten wie Cookin Soul, Nobodys Face sowie Tom Doolie & DAO zusammengearbeitet. Zudem hat er Remixe und Musik für Künstler wie Goldroger, Lakmann, Juse Ju, Summers Sons, Jazzbois und Main Concept produziert.
Im Jahr 2024 veröffentlichte er in Zusammenarbeit mit dem US-amerikanischen Rapper Fashawn und DJ Access die EP Where The Sidewalk Ends.

## Diskografie (Auswahl)
Produktion
- LUX – Momentaufnahme (CD) 2012
- Edgar Wasser – The Edgar Wasser Freetrack Collection Vol. 3 (LP) 2013
- Marz – Hoes. Flows. Tomatoes. (LP) 2013
- Fatoni & Edgar Wasser – Nocebo (LP) 2013
- Edgar Wasser – Tourette-Syndrom (LP) 2014
- Juse Ju – Übertreib nicht deine Rolle (LP) 2014
- Donato – Enzo (LP, digital) 2014
- Marz – Hoes. Flows. Kollabos. (LP, digital) 2014
- Edgar Wasser – The Edgar Wasser Freetrack Collection Vol. 4 (LP) 2015
- Goldroger – Räuberleiter (LP) 2015
- LUX – Lukas (LP, CD) 2015
- LUX – Lukas EP (CD) 2015
- Grämsn – 84/14 – Remixes (digital) 2015
- Juse Ju – Angst & Amor (LP) 2015
- Johnny Rakete – Peng, Peng! (LP, CD, digital) 2016
- Marz – Love 2 Hate (iTunes Edition) 2016
- Lakmann – Aus dem Schoß der Psychose (LP) 2016
- Roceasy – Stunde Null (CD, digital) 2016
- Jizz Fizz – Wir Zwei (Single, digital) 2016
- LUX – 24/7 Powernap (LP) 2017
- Marz – Hoes.Flows.Flamingos. (digital) 2017
- Grämsn – Die Essenz EP (digital) 2017
- LUX – Ikigai (LP) 2018
- Summers Sons – Undertones (LP) 2018
- Roceasy – Dopamin & Degen (Spotify Playlist EP) 2018
- Buddy – Thank God For Chinese Food (EP, digital) 2018 Lorenz & Lazy Lu – Laila (LP) 2018
- Sickless & LUX – Bring Ihn Ran (Single) 2019
- YRRRE – YRRRE (LP) 2019
- Lakmann – Reasonable Kraut (LP) 2020
- Juse Ju – Millenium (LP) 2020
- LUX – Testen (Single, digital) 2020
- LUX – Hinter Mir (Single, digital) 2021
- LUX – Vitamin D (Single, digital) 2021
- Main Concept – Touché feat. Die P (Remix) (Single, digital) 2021
- Goldroger – Diskman Antishock III (Album, LP, digital) 2021
- YRRRE – Feinstaub (Album, LP, digital) 2022
- BIFF – Champagner Golf (Album, digital, MC) 2022
- YRRRE – Shots (Single, digital) 2023

Features
- Tom Doolie – Vioa (LP, digital) 2018
- Tom Doolie – Field Notes (LP, digital) 2019
- Funky Notes – Second Home (LP, digital) 2019
- IROCC – Minerals (LP, digital, MC) 2020
- Nobodys Face – Beats Beim Drehen 2 (LP, digital) 2021
- Nobodys Face – Beats Beim Drehen 3 (LP, digital) 2023
- Satyr – Eros (Album, LP, digital) 2021
- Saib – Under the Stars (LP, digital) 2022
- Bobby Dreamz BIG – 1973 (Album, digital) 2022

Compilations
- Herr Merkt Kennenlernrunde Vol. 12 (Compilation, digital) 2012
- Dj Pharaoh – Unsigned Heavy Weights Vol. 3 (Mixtape, digital) 2014
- Daily Rap’s XSIII Volume 1 Sampler (Compilation, digital) 2014
- Veedel Kaztro, Johnny Rakete & Goldroger – Niemand hat die Absicht auf Tour zu gehen (CD, Compilation) 2015
- Daily Rap – 5 Jahre Daily Rap Sampler (Compilation, digital) 2016
- BeatGeeks – Watch Beats, Not TV. (Compilation, Vinyl, LP) 2017
- Chillhop Spring Essentials 2018 (Compilation, digital, Vinyl) 2018
- S!X pres. The Jazz Hop Conspiracy Vol. 2 (Compilation, digital, Vinyl) 2018
- Chillhop Summer Essentials 2019 (Compilation, digital, Vinyl) 2019
- Cosmic Void (Compilation, digital, Vinyl) 2019
- Hip Dozer Compilation #4 (Compilation, LP, digital) 2019
- Majestic Casual – Halfway To Nowhere (Compilation, digital) 2020
- Chillhop Fall Essentials 2021 (Compilation, LP, digital) 2021
- Majestic Casual – Hidden Island (Compilation, digital) 2022

Singles / EPs / Alben
- Cap Kendricks & Edgar Wasser – Wir korrigieren 4 Tonnen Stahl mit einer Hand (LP, digital) 2012
- Cap Kendricks – Keats 04: Blended (LP, digital) 2015
- Cap Kendricks – Don’t Grow Up (LP, digital) 2016
- Cap Kendricks & Lazy Lu – Paradoxon (EP, digital) 2016
- Cap Kendricks – Memories (Single, digital) 2017 Cap Kendricks – So Blue (Single, digital) 2018
- Cap Kendricks – Keepsakes (Album, LP, digital) 2018 Cap Kendricks – Vino (Single, digital) 2018
- Cap Kendricks – Mauna Kea (Single, digital) 2018
- Cap Kendricks – Hotel Melancholia (Album, digital) 2019
- Cap Kendricks & Douniah – Naked Trees (Single, digital) 2019
- Cap Kendricks & Kid Abstrakt – Escape (Single, digital) 2019
- Cap Kendricks & Packed Rich – Elevation (Single, digital) 2019
- Cap Kendricks – Sermon (Single, digital) 2019
- Cap Kendricks & Misha – Star City (Single, digital) 2019
- Cap Kendricks – Yoruba (Single, digital) 2019
- Cap Kendricks – Keep Swimming (EP, digital) 2019
- Cap Kendricks – Keepsakes Reworks (EP, digital) 2020
- Cap Kendricks & Cookin Soul – Oh Baby (Single, digital) 2020
- Cap Kendricks & Jazzbois – Jass (Remix) (Single, digital) 2020
- Cap Kendricks – Bright Nights (Single, digital) 2020
- Cap Kendricks – Planet B (Album, digital) 2020
- Cap Kendricks – Beyond (EP, digital) 2020
- Cap Kendricks – Change Places (Single, digital) 2020
- Cap Kendricks – Lucid Dreams (Single, digital) 2020
- Cap Kendricks & loland – Hana (Single, digital) 2020
- Cap Kendricks & DJ Access – DOOM (Single, digital) 2021
- Cap Kendricks – Flawsome (Single, digital) 2021
- Cap Kendricks & Provo – Capri Nights (Single, digital) 2021
- Cap Kendricks – Pixels (Single, digital) 2021
- Cap Kendricks & Mr. Käfer – Coasting (Single, digital) 2021
- Cap Kendricks & Mr. Käfer – Late Nights & Joyrides (Single, digital) 2021
- Cap Kendricks & J-Tek – Bowl of Ramen (Single, digital) 2021
- Cap Kendricks, DAO & Tom Doolie – Ocean BLVD (LP, Album, digital) 2021
- Cap Kendricks – Take Time (Single, digital) 2022
- Cap Kendricks – The Call (Single, digital) 2022
- Cap Kendricks & Mr. Käfer – Sideway (Single, digital) 2022
- Cap Kendricks & SōNE – Bliss (Single, digital) 2022
- Cap Kendricks & Bobby Dreamz BIG – Second Chance (Single, digital) 2022
- Cap Kendricks & KaspaHauser – Delighted (Single, digital) 2022
- Cap Kendricks – Villa (Single, digital) 2023
- Cap Kendricks & KaspaHauser – Smoke (Single, digital) 2023
- Cap Kendricks – Silence (Single, digital) 2023
- Cap Kendricks & SōNE – Enough (Single, digital) 2023
- Cap Kendricks – Dreamscape (Single, digital) 2023
- Cap Kendricks – More/Less (EP, digital) 2023
- Cap Kendricks & Mr. Käfer – Small Steps (Single, digital) 2023
- Cap Kendricks – One Reason (Single, digital) 2023
- Cap Kendricks – Fallin' (Single, digital) 2023
- Cap Kendricks – Think Twice (Single, digital) 2023
- Cap Kendricks – Graduation (Single, digital) 2023
- Cap Kendricks – Trouvaille (Single, digital) 2024
- Cap Kendricks & POLY POLY – Dolphin Drift (Single, digital) 2024
- Cap Kendricks – Can't Escape (Single, digital) 2024
- Cap Kendricks – Roundabout (Single, digital) 2024
- Fashawn, Lord Apex, Cap Kendricks & DJ Access – Where The Sidewalk Ends (Single, digital) 2024
- Fashawn, Cap Kendricks & DJ Access – American Pie (Single, digital) 2024
- Fashawn, Cap Kendricks & DJ Access – Where The Sidewalk Ends (EP, digital) 2024
- Cap Kendricks & POLY POLY – Capybara Cruise (Single, digital) 2024
- Cap Kendricks & Bobby Dreamz BIG – Vague Impression (Single, digital) 2024